# دهستان درودزن
دهستان درودزن نام دهستانی در بخش درودزن شهرستان مرودشت، استان فارس در ایران است. براساس سرشماری مرکز آمار ایران در سال ۱۳۸۵، جمعیت آن ۱۱۴۷۰ نفر (۲۶۸۳ خانوار) بوده‌است.